# جرونیمو (فیلم ۱۹۶۲)
جرونیمو (انگلیسی: Geronimo) یک فیلم سینمایی آمریکایی در ژانر وسترن که در سال ۱۹۶۲ منتشر شد. از بازیگران آن می‌توان به چاک کانرس، ادام وست، دنور پیل، جان اندرسون، و راس مارتین اشاره کرد. فیلمبرداری این فیلم در پارک ملی سیرا آرگانوس در شهر سامبریرتی مکزیک انجام شد.

## خلاصه داستان
این فیلم به صورت آزادانه وقایع منتهی به تسلیم نهایی جرونیمو در جریان درگیری آپاچی‌ها و دولت ایالات متحده در سال ۱۸۸۶ را روایت می‌کند.

## جوایز
این فیلم کاندیدای ۱ اسکار (کاندیدای اسکار بهترین صدا) در سال ۱۹۶۳ شد.